# Tabanus quadritriangularis
Tabanus quadritriangularis är en tvåvingeart som beskrevs av Schuurmans Stekhoven 1932. Tabanus quadritriangularis ingår i släktet Tabanus och familjen bromsar. Inga underarter finns listade i Catalogue of Life.